# Ricardo Delgado (bokser)
Ricardo Delgado Nogales (ur. 13 lipca 1947 mieście Meksyk) – meksykański bokser wagi muszej. 
Podczas igrzysk panamerykańskich w 1967 w Winnipeg zdobył srebrny medal w wadze muszej (do 51 kg), przegrywając w finale z Francisco Rodríguezem z Wenezueli.
W 1968 roku na letnich igrzyskach olimpijskich w Meksyku zdobył złoty medal, po pokonaniu w walce finałowej Artura Olecha.